# 彭之淳
彭之淳，江西南昌人，清朝政治人物。举人出身。
嘉庆四年，署任廣東惠州府永安縣知縣（現紫金縣知縣）。后由蒲心浩接任。嘉庆五年十二月，擔任清朝廣東省潮州府豐順縣知縣。后由楊時行接任。